# San Francisco de Wayo
San Francisco de Wayo es un poblado indígena warao en el Delta Amacuro, Venezuela. Es sede de la parroquia Padre Barral. Su población para 2001 era de 1176 habitantes.
El poblado tiene una misión católica, la misión San Francisco de Wayo (o Guayo), fundada por el padre y lingüista Barral. 
La mayor parte del pueblo está compuesto por palafitos. Actualmente hay una posada turística. El acceso al poblado solo es posible en bote o con hidroaviones.

## Historia
Wayo era una comunidad warao desde tiempos inmemoriales. En 1942 el misionero capuchino Barral estableció una base allí. Posteriormente, expandiría la misión hasta construir una escuela e internado para chicos y chicas waraos.